# Francine Triplet
Pour les articles homonymes, voir Cousteau.
Francine Cousteau, née Francine Triplet dans le Limousin en 1946, est une ancienne hôtesse de l'air devenue la deuxième épouse de Jacques-Yves Cousteau. Elle préside les associations française et américaine Cousteau depuis 1997.

## Vie privée
Francine Triplet est née en 1946. Hôtesse de l'air, elle rencontre Jacques-Yves Cousteau en 1976 à Houston au Texas lors d'un stage de plongée et devient sa maitresse, alors qu'il est marié depuis 39 ans à Simone Cousteau, née Simone Melchior.
Francine Triplet et Jacques-Yves Cousteau auront deux enfants, Diane en 1979 et Pierre-Yves en 1981. Après la mort de Simone Melchior en 1990, ils se marient le 28 juin 1991 et les deux enfants issus de leur liaison voient leur patronyme, Triplet, changé en Cousteau.
Sa relation avec Jacques-Yves Cousteau n'avait pas été révélée au public avant le début des années 1990.

## Participation à l'action de Jacques-Yves Cousteau
En vivant avec Jacques-Yves Cousteau et en l'épousant, elle prend à partir de la fin des années 1980 de plus en plus de responsabilités au sein d'un empire international fait d'associations, de marques déposées, de royalties sur des brevets et de droits d'auteur. À la mort de son mari, Francine Triplet devient la légataire universelle et exécutrice testamentaire de celui-ci
.
Francine Triplet a écrit les commentaires de 18 documentaires filmés de son mari. Son nom de jeune fille apparaît au générique depuis 1989.

## Présidence des associations Cousteau
Depuis la mort de son mari en 1997, Francine Triplet est présidente de l'association The Cousteau Society et l'association Équipe Cousteau.
En 1998, elle annonce souhaiter le lancement de programmes éducatifs, tandis que des accords ont été conclus avec National Geographic pour la réalisation d'un long-métrage sur la vie du commandant et avec Dargaud pour la production d'une série de dessins animés avec le personnage du commandant.
Les relations entre elle et le premier fils de Jacques-Yves Cousteau et Simone Melchior, Jean-Michel Cousteau, déjà conflictuelles avant 1996, se détériorent davantage après le décès du père : Jean-Michel Cousteau écrit qu'elle « s'est approprié l'héritage sans aucun attachement aux missions écologiques [qu'il représente]. » Il crée de son côté en 1999 l'association Ocean Futures Society. L'attitude de Francine Triplet est également critiquée par beaucoup d'anciens collaborateurs du commandant Cousteau,
,
.
Les différends entre le premier fils de Cousteau et Francine Triplet aboutissent au procès pour la possession de l'épave de la Calypso, entre l'association Cousteau Society d'un côté, et l'association de Jean-Michel Cousteau Campagnes océaniques françaises de l'autre. Le tribunal attribue finalement le navire à la Cousteau Society.
En 2009, le ministre roumain de l’Environnement, Nicolae Nemirschi (en), lui remet le titre d’« ambassadrice d’honneur de la Réserve de biosphère du delta du Danube » - à la mise en place de laquelle son mari avait participé.